# Meeting Creek
Meeting Creek est un hameau (hamlet) du Comté de Camrose, situé dans la province canadienne d'Alberta.

## Démographie
En tant que localité désignée dans le recensement de 2011, Meeting Creek a une population de 20 habitants dans 12 de ses 15 logements, soit une variation de -13.0% par rapport à la population de 2006. Avec une superficie de 0,535 1 km2, le hameau possède une densité de population de 37,376 2 hab/km2 en 2011.
Concernant le recensement de 2006, Meeting Creek abritait 23 habitants dans 9 de ses 10 logements. Avec une superficie de 0,535 2 km2, le hameau possédait une densité de population de 43,0 hab/km2 en 2006.